# Église Saint-Tugdual de Baulon
Saint-Tugudal est une église paroissiale française située à Baulon, dans le département d'Ille-et-Vilaine, en Bretagne.
Le sanctuaire est dédié à Saint Tugdual, moine d'origine britannique ayant évangélisé la Bretagne du nord. Il est l'un des sept saints du Tro Breizh, fondateurs de la Bretagne.
L'ancien édifice en partie roman, datait du milieu du XVIe siècle. Profondément remaniée au cours du XIXe siècle, l'église actuelle a été construite en trois campagnes de travaux de 1831 à 1849 par l'architecte Jean-François Pointeau.

## Histoire

### Origine
L'origine de la construction de l'église Saint-Tugdual est inconnue. Sa nef datait du milieu du XVIe siècle, un élément de charpente était daté de 1550. À cette époque, l'ancien édifice en partie roman, possédait un chevet arrondi et un arc triomphal.

### Époque contemporaine
En 1802, le Conseil Municipal de Baulon constate le délabrement de l'église en ces termes :
« Le clocher et le chanceau ont besoin urgent de couverture, il plêt [pleut] dans plusieurs endroits, surtout dans le coeur [ chœur ] et même sur le grand hautel [ autel ], il faut rétablir le parquet en brique où les bancs enlevés ont laissés des caves profondes et dangereuses. »
À la suite de cela, des premières réparations sommaires sont réalisées avec bien des difficultés.
Une véritable campagne de reconstruction de l'église débute en 1831. Cette même année, le chevet est reconstruit, ainsi que les bras de transept et les deux chapelles latérales. La construction du clocher s'achève en 1834. La nef est finalement reconstruire partiellement et la voûte en plâtre terminée en 1839.
Les vitraux sont fabriqués et posés en 1882.
L'intronisation des Reliques de Saint-Blaise se déroule en 1903.

En 1906, les inventaires des biens de l'église ont lieu à Baulon comme dans toutes les paroisses de France en application à la loi de séparation des Églises et de l’État de 1905. La population est globalement réticente à ce changement, comme dans beaucoup d'autres villages et villes de Bretagne. Le docteur René Chesnais relate :
« À l'appel du tocsin, les paroissiens du bourg et des environs entrent dans l'église [...] restent à l'extérieur et emplissent la place du Marché. [...] L'abbé Juguet lit une énergique protestation, puis laisse les enquêteurs qui se rendent à la sacristie. Dans l'église et au dehors, les paroissiens chantent le vicaire « Nous voulons dieu ». Et l'inventaire rapidement effectué, les officiels sortent et reprennent leur voiture sous les huées. »
Le bras de transept sud, qui menaçait de s'écrouler, est démoli et reconstruit entre 1951 et 1952. La couverture est réfectionnée à cette même période.
Le clocher est restauré en 2000.

## Propriété et gestion
Jusqu'à l'application de la loi de séparation des Églises et de l’État de 1905, l'église était la propriété de l'archevêché de Rennes. Depuis, la commune de Baulon est propriétaire de cette dernière.

## Le monument

### Structure
Les dispositions actuelles de l’église relèvent principalement des modifications opérées au cours du XIXe siècle.

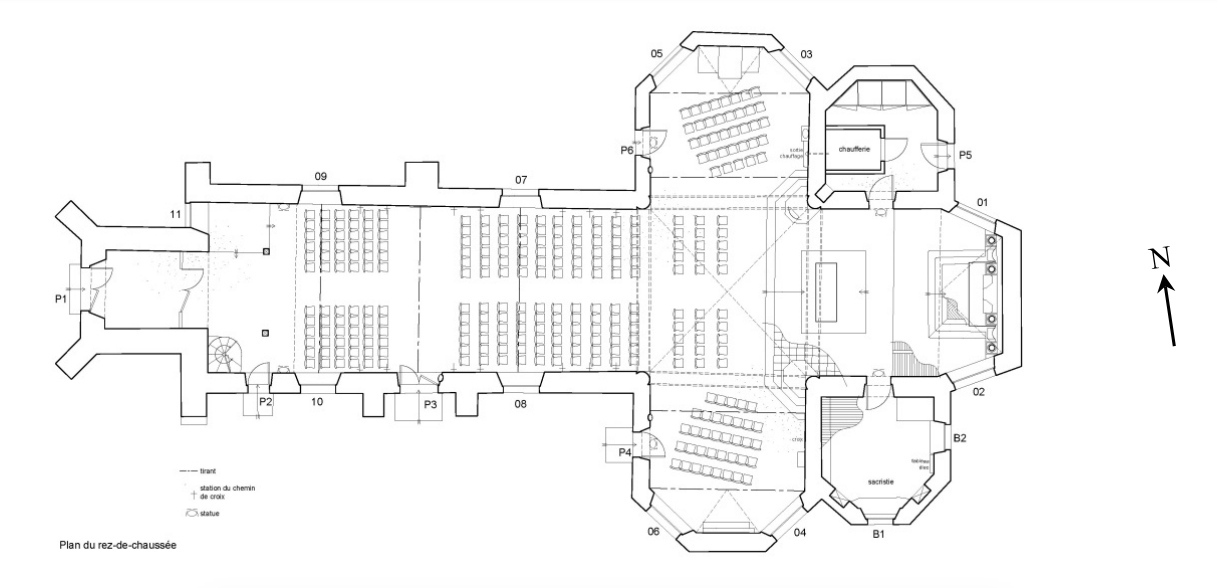
Plan du rez-de-chaussée de l'église Saint-Tugdual de Baulon

L’église est orientée et construite sur un plan en croix latine comprenant une nef à vaisseau unique, un transept saillant, un chevet à pans coupés et deux chapelles latérales accolées au nord et au sud du chevet.
Le clocher est situé en saillie devant la nef et comprend un narthex au rez-de-chaussée. Il est surmonté d’un comble en forme de dôme à l’impériale de base octogonale et accueillant un campanile à six pans.

### Matériaux de construction
L'église est essentiellement bâtie en pierre de schiste pourpre, mais aussi de grès beiges, verts briovériens et granites. Les élévations extérieures sont en maçonnerie de moellons jointoyés. Les baies sont couvertes d’un arc en plein cintre et appareillée en pierre de taille de nature et d’origine variée, tout comme le restant des maçonneries.
La couverture du clocher et du restant de l'église est, quant à elle, en ardoise et en zinc.

### Extérieur
La place de l'Église
La place de l'Église est le lieu sur lequel s'ouvre le monument. 
On trouve sur la place une grande croix du Christ, la tête affaissée, ainsi qu'un monument aux morts, commémorant les soldats baulonnais morts durant Première Guerre mondiale et la Seconde Guerre mondiale.

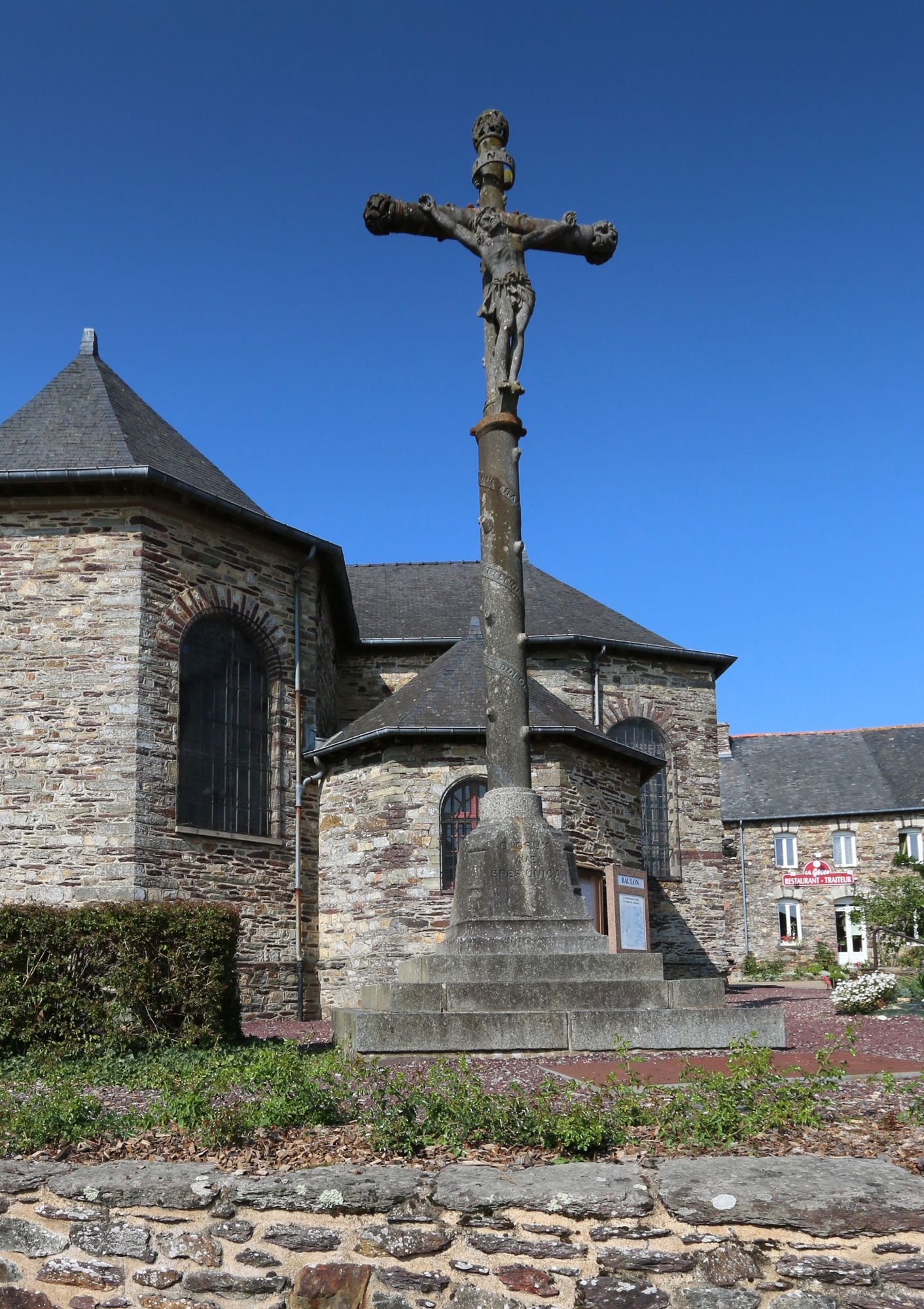
La croix et l'église Saint-Tugdual.
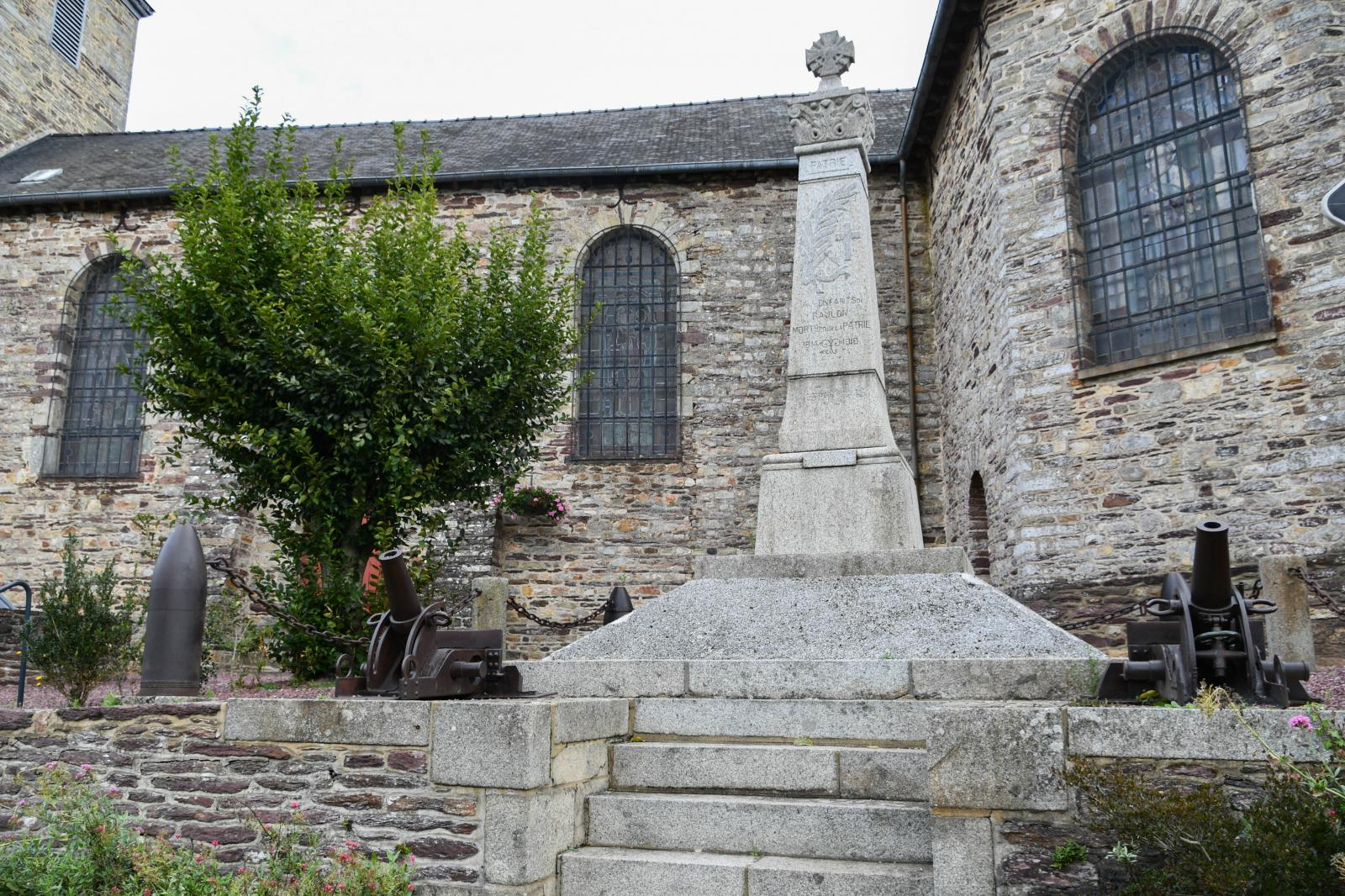
Monument aux morts.

### Intérieur
La nef ainsi que les bras de transept et le chœur sont couverts d’une voûte en berceau en plâtre. La croisée est constituée d’une voûte d’arête en plâtre. L’ensemble des intérieurs est faiblement ornementé à l’exception des colonnes engagées en pierre de taille de granit aux quatre angles de la croisée, les arcs doubleaux et la corniche en plâtre moulurée. L’ensemble est enduit et peint dans un ton uniforme beige orangé. Les encadrements des baies (vitraux et portes) sont marqués par une saillie de l’enduit au ciment peint dans un ton imitant la pierre (gris clair). Les voûtes sont en plâtre peint en blanc-gris clair. Les sols, quant à eux, sont recouverts de ciment à l’exception de la zone correspondant au chœur réalisé en dalles, de marbre et en parquet au niveau de l’emmarchement de l’autel.

### Protection du patrimoine
La structure de l'église Saint-Tugudal n'est pas protégée au titre des monuments historiques.
Cependant, plusieurs objets mobiliers situés dans l'église sont classés au titre des monuments historiques.
Objets classés
- La statue de Saint Fiacre ;

- La statue de Sainte Barbe ;

- Le tableau de Saint Michel terrassant le dragon ;

- Le tableau du Moine ermite ;

- Un calice et sa patène (réalisé par l'orfèvre Dejean) ;

- Une armoire à bannière.

## Lieu de culte catholique
La Paroisse Saint-Martin en Pays de Guichen
Saint-Tugdual est le siège de la communauté chrétienne locale (autrefois paroisse de Baulon). Elle fait aujourd'hui partie de la Paroisse Saint-Martin en Pays de Guichen qui regroupe également les communautés de Lassy, Goven, Guignen, Saint-Senoux, Bourg-des-Comptes et Guichen.

## Accès
Le site est desservi par la ligne 6 du réseau BreizhGo à la station Place de la Noë.